# SN 2008ha
SN 2008ha – supernowa typu Iax odkryta i obserwowana od 7 listopada 2008 roku. Znajduje się w galaktyce UGC 12682 w gwiazdozbiorze Pegaza.
Supernowa SN 2008ha jest nietypowa z kilku względów. Przede wszystkim jest jedną z najsłabszych supernowych, jakie kiedykolwiek obserwowano, o absolutnej wielkości gwiazdowej równej jedynie -14,2m. Galaktyka, w której nastąpił wybuch gwiazdy, należy do typu galaktyk, w których supernowe są bardzo rzadko obserwowane.
Wybuch był także bardzo nietypowy z powodu bardzo niskiej prędkości ekspansji fali uderzeniowej powstałej w czasie wybuchu. Dla SN 2008ha wynosiła ona jedynie ok. 2000 km/s, podczas gdy dla SN 2002cx 5000 km/s, a w typowych przypadkach supernowych typu Ia prędkość ta jest zbliżona do ok. 10 000 km/s.
Eksplozję odkryła 14-letnia amatorka astronomii Caroline Moore oraz Jack Newton i Tim Puckett – członkowie programu poszukiwania supernowych z The Puckett Observatory World Supernove Search. W momencie odkrycia SN 2008ha Moore była najmłodszą odkrywczynią supernowej.